# Brighton Council
Brighton Council- obszar samorządu lokalnego (ang. local government area), położony w północnej części aglomeracji Hobart. Siedziba rady samorządu zlokalizowana jest w mieście Brighton.  Założony w 1863. Brighton ma jeden z najwyższych wskaźników urodzeń w całej Australii.  Współczynnik dzietności wyniósł w 2001 2,64, natomiast w 2006 2,60. Obszar ten zamieszkuje 14 791 osób (dane z 2007).
W celu identyfikacji samorządu Australian Bureau of Statistics wprowadziło czterocyfrowy kod dla gminy Brighton – 0410.